# L. Peter Deutsch
L. Peter Deutsch es el fundador de Aladdin Enterprises y el creador de Ghostscript, un intérprete libre de PostScript.
También es el autor de numerosos RFCs.